# Pierre Nepveu
Pour les articles homonymes, voir Pierre Nepveu (homonymie) et Nepveu.
Pierre Nepveu est un écrivain et professeur québécois né le 16 septembre 1946 à Montréal.

## Biographie
Il a été  formé au Collège Sainte-Marie de Montréal (1966), à l’Université de Montréal (licence en 1969 et doctorat en 1977) et à l’Université Paul-Valéry-Montpellier (maîtrise en 1971).
Il baigne dans la littérature depuis son enfance. « La littérature a toujours été au cœur de ma vie », dit-il. Pourtant, il ne vient pas d'un milieu littéraire et n'aurait jamais imaginé, dans sa jeunesse, qu'il deviendrait un jour écrivain. »
Essayiste, poète et romancier, spécialiste de Gaston Miron et auteur de sa première biographie, il a enseigné dans plusieurs universités canadiennes : Université McMaster (Hamilton, 1969-1970), Université de Sherbrooke (1972-1975), Université de Colombie-Britannique (Vancouver, 1975-1976), Université d’Ottawa (1976-1978). Il a mené la plus grande partie de sa carrière, de 1978 à 2009, au Département d’études françaises de l’Université de Montréal, dont il a été fait professeur émérite en 2011.
Il a écrit beaucoup de textes sur la littérature québécoise, plus précisément sur la poésie québécoise. « Il est l'auteur de nombreux articles et comptes rendus critiques consacrés à la poésie québécoise, notamment dans les magazines Lettres québécoises et Spirale, et il est aussi le co-auteur d'une anthologie, La poésie québécoise des origines à nos jours, en collaboration avec Laurent Mailhot ».
En 1999, il est reçu à l'Académie des lettres du Québec. De 2000 à 2003, il a dirigé la revue Études françaises. Il a également été membre du comité de rédaction et co-directeur du magazine culturel Spirale en plus d'avoir dirigé le Centre interuniversitaires d'études québécoises,.
Depuis 2001, « il a entrepris avec Marie-Andrée Beaudet l'édition de l'œuvre éparse du poète Gaston Miron. » Trois volumes ont parus : Poèmes épars, Un long chemin, Proses 1953-1994, ainsi que L'avenir dégagé : entretiens, 1959-1993.
Une constante se remarque dans l'œuvre de Nepveu. Il a toujours été fasciné par les lieux, et par notre rapport à ceux-ci. Dans l'avant-propos de son essai Lectures des lieux (2004), il écrit : « Il a toujours eu en moi un géographe et un géomètre. Je crois que ce sont ces deux sciences qui m'ont conduit à la littérature. » Cette intérêt marqué pour la géographie, les lieux, et le topos, l'amène à s'intéresser aux autres cultures. D'ailleurs, à ce titre, il est l'un des premiers au Québec à s'intéresser à la littérature migrante.
En 2005, l'ensemble de son œuvre est couronné par le Prix Athanase-David, décerné par le gouvernement du Québec.
Il est membre de l'Académie des lettres du Québec et de l'Union des écrivaines et des écrivains québécois,.
Le fonds d'archives de Pierre Nepveu (P874) est conservé au centre d’archives de Montréal de Bibliothèque et Archives nationales du Québec (BAnQ).

## Œuvres

### Livres

#### Poèmes
- Voies rapides, Montréal, Hurtubise HMH, coll. « Sur parole », 1971, 112 p.
- Épisodes, Montréal, L’Hexagone, 1977, 70 p.
- Couleur chair, Montréal, L’Hexagone, 1980, 92 p. Avec quatre dessins de Francine Prévost.  (ISBN 2-89006-171-X)
- Mahler et autres matières, Montréal, Éditions du Noroît, coll. « L’instant d’après », no 10, 1983, 74 p. Avec une eau-forte de Francine Labelle.  (ISBN 2-89018-085-9)
- Romans-fleuves, Saint-Hippolyte, Le Noroît, 1997, 93 p.  (ISBN 2-89018-382-3) Traduction par Donald Winkler : Romans-fleuves, Toronto, Exile Editions, 1998, 103 p.  (ISBN 1-55096-232-9)
- Lignes aériennes, Montréal, Éditions du Noroît, 2002, 112 p.  (ISBN 2-89018-500-1) Traduction par Judith Cowan : Mirabel, Montréal, Signal Editions, 2004, 106 p.  (ISBN 1-55065-191-9)
- Le sens du soleil. Poèmes, 1969-2002, Montréal, L’Hexagone, coll. « Rétrospectives », no 38, 2005, 455 p.  (ISBN 2-89006-771-8)
- Les verbes majeurs, Montréal, Éditions du Noroît, 2009, 98 p.  (ISBN 978-2-89018-661-3) Traduction par Donald Winkler : The Major Verbs, Montréal, Signal Editions, 2012, 89 p.  (ISBN 9781550653397)
- La dureté des matières et de l’eau, Montréal, Éditions du Noroît, 2015, 120 p. Avec des photographies de Karine Prévost-Nepveu.  (ISBN 9782890189607) Traduction par Donald Winkler : The Hardness of Matter and Water, Montréal, Signal Editions, 2012, 109 p.  (ISBN 9781550655094)
- L'espace caressé par ta voix, Montréal, Éditions du Noroît, 2019, 109 p.  (ISBN 9782897662073)

#### Romans
- L’hiver de Mira Christophe, Montréal, Boréal, 1986, 218 p.  (ISBN 2-89052-164-8)
- Des mondes peu habités, Montréal, Boréal, 1992, 192 p. Ill.  (ISBN 2-89052-489-2) Traduction anglaise par Judith Weisz Woodsworth : Still lives, Winnipeg, Nuage Editions, 1997, 156 p.  (ISBN 0-921833-54-7)

#### Études
- Les mots à l'écoute : poésie et silence chez Fernand Ouellette, Gaston Miron et Paul-Marie Lapointe, Sainte-Foy (Québec), Presses de l’Université Laval, coll. « Vie des lettres québécoises », no 17, 1979, 292 p.  (ISBN 0774668571) Réédition : Québec, Nota bene, coll. « Visées critiques », no 5, 2002, 360 p.  (ISBN 2-89518-105-5)
- L’écologie du réel. Mort et naissance de la littérature québécoise contemporaine, Montréal, Boréal, coll. « Papiers collés », 1988, 243 p.  (ISBN 2-89052-261-X)
- Montréal imaginaire. Ville et littérature, Montréal, Fides, 1992, 424 p. Sous la dir. de Pierre Nepveu et Gilles Marcotte.  (ISBN 2-7621-1615-5)
- Intérieurs du Nouveau Monde. Essais sur les littératures du Québec et des Amériques, Montréal, Boréal, coll. « Papiers collés », 1998, 378 p.  (ISBN 2-89052-881-2)
- Lectures des lieux, Montréal, Boréal, coll. « Papiers collés », 2004, 270 p.  (ISBN 2-7646-0294-4)
- Au-delà de L’homme rapaillé : Poèmes épars, Québec, Nota bene, coll. « Séminaires », no 16, 2006, 195 p. Sous la dir. de Marie-Andrée Beaudet et Pierre Nepveu, avec la collaboration de Catherine Morency.  (ISBN 9782895182320)
- Relire Juan Garcia, Québec, Nota bene, coll. « Séminaires », no 17, 2006, 156 p. Sous la dir. d’Isabelle Miron et Pierre Nepveu.  (ISBN 9782895182337)
- Gaston Miron. La vie d'un homme, biographie, Montréal, Boréal, 2011, 900 p. Ill.  (ISBN 978-2-7646-2103-5)
- Géographies du pays proche : Poète et citoyen dans un Québec pluriel, Montréal, Boréal, coll. « Papiers collés », 2022,  249 p.  (ISBN 978-2-7646-2715-0)

#### Anthologies et choix de textes
- La poésie québécoise des origines à nos jours. Anthologie, Québec et Montréal, Presses de l’Université du Québec et L’Hexagone, 1980, 714 p. Ill. (Avec Laurent Mailhot)  (ISBN 2-7605-0284-8) Rééditions : Montréal, L’Hexagone, coll. « Typo », no 7, 1986, 642 p.  (ISBN 2-89295-006-6); Montréal, Typo, 2007, 754 p.  (ISBN 978-2-89295-224-7)
- Frédéric-Jacques Temple, Québec vivant : anthologie, Marseille, Sud domaine étranger, 1986, 222 p. Préface de Pierre Nepveu.  (ISBN 2864460599)
- Nicole Brossard, À tout regard, Montréal, BQ, 1989, 197 p. Introduction de Pierre Nepveu.  (ISBN 2894060300)
- Gaston Miron, L’homme rapaillé (Version non définitive), Montréal, Typo, 1993, 252 p. Préface de Pierre Nepveu.  (ISBN 2-89295-046-5)
- Gaston Miron, L’homme rapaillé. Poèmes 1953-1975, Montréal, L’Hexagone, 1994, 231 p. Texte annoté par l’auteur. Préface de Pierre Nepveu.  (ISBN 2-89006-500-6)
- Albert Lozeau, Intimité et autres poèmes, Montréal, Les Herbes rouges, coll. « Five o’clock », no 2, 1997, 91 p. Choix et présentation de Pierre Nepveu.  (ISBN 2-89419-128-6)
- Hélène Dorion, D'argile et de souffle : poèmes choisis, 1983-2000, Montréal, Typo, 2002, 299 p. Choix et préface de Pierre Nepveu.  (ISBN 9782892951769)
- Gaston Miron, Poèmes épars, Montréal, L’Hexagone, 2003, coll. « L’appel des mots », no 91, 124 p. Édition préparée par Marie-Andrée Beaudet et Pierre Nepveu.  (ISBN 9782890066946)
- Gaston Miron, Un long chemin : proses, 1953-1996, Montréal, L’Hexagone, 2004, 477 p. Édition préparée par Marie-Andrée Beaudet et Pierre Nepveu.  (ISBN 2-89006-695-9)
- Gaston Miron, L’homme rapaillé. Poèmes, Montréal, Typo, 2005 (1998), 258 p. Préface de Pierre Nepveu.  (ISBN 978-2-89295-146-2)
- Gaston Miron, L’avenir dégagé : entretiens, 1959-1993, Montréal, L’Hexagone, 2010, 420 p. Édition préparée par Marie-Andrée Beaudet et Pierre Nepveu.  (ISBN 978-2-89006-783-7)
- France Théoret, Bloody Mary, suivi de, Vertiges ; Nécessairement putain ; Intérieurs ; Poèmes des origines, tirés de Étrangeté, l'étreinte : poésie, Montréal, Typo, 2011, 279 p. Préfaces de Pierre Nepveu et Danielle Fournier.  (ISBN 978-2-89295-339-8)

### Direction de numéros de revues
- Études françaises, vol. 19, no 1, printemps 1983, 89 p. : « VLB ». Avec Benoît Melançon (lire en ligne).
- Études françaises, vol. 33, no 3, hiver 1997-1998, p. 1-102 : « Le survenant et Bonheur d’occasion : rencontre de deux mondes ». Avec François Ricard (lire en ligne).
- Études françaises, vol. 37, no 3, 2001, p. 1-125 : « Écriture et judéité au Québec » (lire en ligne).

### Articles et chapitres de livres (sélection)
- « La force des choses », Écrits du Canada français, no 27, 1969, p. 59-97.
- « Messages sur un état d’esprit », La nouvelle barre du jour, no 62, janvier 1978, p. 105-110.  (ISSN 0005-6057)
- « VLB », La nouvelle barre du jour, no 63, février 1978, p. 89-91.  (ISSN 0005-6057)
- « Abel, Steven et la souveraine poésie », Études françaises, vol. 19, no 1, printemps 1983, p. 27-40.  (ISSN 0014-2085)  (ISBN 2-7606-0622-8) (lire en ligne)
- « L’Hexagone et les nouveaux courants », dans René Dionne (sous la dir. de), Le Québécois et sa littérature, Sherbrooke et Paris, Naaman et ACCT, 1984, p. 197-214.  (ISBN 2-89040-299-1)
- « La prose du poème », Études françaises, vol. 20, no 3, hiver 1984-1985, p. 15-27.  (ISSN 0014-2085)  (ISBN 2-7606-0687-2) (lire en ligne)
- « Fernand Ouellette : la lumière hors d’elle-même », dans François Gallays, Sylvain Simard et Paul Wyczynski (sous la dir. de), L'essai et la prose d'idées au Québec, Montréal, Fides, coll. « Archives des lettres canadiennes », no 6, 1985, p. 711-722.  (ISBN 2-7621-1279-6)
- Québec vivant, 1986
- « Qu’est-ce que la transculture ? », dans Autrement, le Québec. Conférences 1988-1989, Montréal, Université de Montréal, Département d’études françaises, coll. « Paragraphes », 2, 1989, p. 15-31.  (ISSN 0843-5235)
- « Montréal : vrai ou faux », dans Lire Montréal. Actes du Colloque tenu le 21 octobre 1988 à l’Université de Montréal, Montréal, Université de Montréal, Groupe de recherche Montréal imaginaire, 1989, p. 5-19.
- « Le poème québécois de l’Amérique », Études françaises, vol. 26, no 2, automne 1990, p. 9-19.  (ISSN 0014-2085)  (ISBN 2-7606-2414-5) (lire en ligne).
- « Les Juifs à Montréal : le tiers inclus ? », dans Montréal : l’invention juive. Actes du Colloque tenu le 2 mars 1990 à l’Université de Montréal, Montréal, Université de Montréal, Groupe de recherche Montréal imaginaire, 1991, p. 73-86.
- « Paul-Marie Lapointe et la question de l’Amérique », Voix et images, no 51, printemps 1992, p. 435-445.  (ISSN 0318-9201)
- « Introduction. Montréal, sa littérature », dans Pierre Nepveu et Gilles Marcotte (sous la dir. de), Montréal imaginaire. Ville et littérature, Montréal, Fides, 1992, p. 7-11. (Avec Gilles Marcotte)  (ISBN 2-7621-1615-5)
- « Une ville en poésie. Montréal dans la poésie québécoise contemporaine », dans Pierre Nepveu et Gilles Marcotte (sous la dir. de), Montréal imaginaire. Ville et littérature, Montréal, Fides, 1992, p. 323-371.  (ISBN 2-7621-1615-5)
- « Planète Kent », Voir, vol. 7, no 20, 15-21 avril 1993, p. 5. Cahier spécial « Cahier Côte-des-Neiges ».
- « Lettre d’adieu à Terezita de Jesús », Liberté, no 208-209, août-octobre 1993, p. 8-17.  (ISSN 0024-2020)
- « Trouver son âme en Amérique », dans Benoît Melançon et Pierre Popovic (sous la dir. de), Montréal 1642-1992. Le grand passage, Montréal, XYZ éditeur, coll. « Théorie et littérature », 1994, p. 115-125.  (ISBN 2-89261-103-2)
- « Le sujet, sa patrie, son monde : l’horizon américain », dans Benoît Melançon et Pierre Popovic (sous la dir. de), Saint-Denys Garneau et La Relève. Actes du colloque tenu à Montréal le 12 novembre 1993, Montréal, Fides — CÉTUQ, coll. « Nouvelles études québécoises », 1995, p. 35-46.  (ISBN 2-7621-1746-1)
- « Romans », dans Benoît Melançon et Pierre Popovic (sous la dir. de), Miscellanées en l’honneur de Gilles Marcotte, Montréal, Fides, 1995, p. 21-32.  (ISBN 2-7621-1849-2)
- « Présentation », Études françaises, vol. 33, no 3, hiver 1997-1998, p. 3-4. (Avec François Ricard).  (ISSN 0014-2085)  (ISBN 2-7606-2314-9) (lire en ligne)
- « Jean-Aubert Loranger : contours de la conscience », Voix et images, no 71, hiver 1999, p. 277-288.  (ISSN 0318-9201) (lire en ligne).
- « De l’irrégularité et de l’aléatoire dans les sports de balle », Mœbius, no 86, automne 2000, p. 111-117.  (ISSN 0225-1582)  (ISBN 2-89031-384-0) (lire en ligne).
- « Désordre et vacuité : figures de la judéité québécoise-française », Études françaises, vol. 37, no 3,‎ 2001, p. 69-84 (lire en ligne)
- « Un théâtre des discours : du poème en prose à l’époque de l’Hexagone », Études françaises, vol. 39, no 3,‎ 2003, p. 47-60 (lire en ligne)
- « Le racisme au Québec. Éléments d’une enquête », Liberté, no , 285, septembre 2009, p. 53-76.  (ISSN 0024-2020) (lire en ligne)
- « Langue. Au-delà du français menacé », Le Devoir, 22 septembre 2012, p. B5.
- « Paul-Marie Lapointe ou le foisonnement du monde », Études françaises, vol. 48, no 1,‎ 2012, p. 11-19 (lire en ligne)
- « Une apologie du risque », Liberté, no 300, été 2013, p. 8-9.  (ISSN 0024-2020)  (ISBN 978-2-923675-20-6)
- « Monologues extrêmes », Études françaises, vol. 53, no 1, 2017, p. 153-155.  (ISSN 0014-2085)  (ISBN 978-2-7606-3740-5) (lire en ligne)
- « Rabelais au pluriel. André Belleau et l’unité perdue », Voix et images, no 125, hiver 2017, p. 95-102.  (ISSN 0318-9201)

## Médiagraphie
- « Page de nuit », poème, dans Jacques Allard (sous la dir. de), Le bonheur des poètes, Trois-Rivières, Écrits des Forges / Productions Virage, 2007, p. 110. Ce poème figure, lu par l’auteur, dans le long métrage Un cri au bonheur réalisé par les Productions Virage (2007) et il a été mis en musique et endisqué par le groupe Karkwa sur Le volume du vent, 2008.

## Prix et honneurs

### Décorations
- Membre de l'Ordre du Canada en 2011[8].

### Prix
- 1979 - Finaliste, Prix du Gouverneur général 1979, Les mots à l'écoute
- 1981 - Prix Québec-Paris, Anthologie de la poésie québécoise, avec Laurent Mailhot
- 1986 - Finaliste, Prix du Gouverneur général 1986, L’hiver de Mira Christophe[1]
- 1989 - Prix Victor-Barbeau, L’écologie du réel[1]
- 1992 - Prix Gabrielle-Roy, Montréal imaginaire, ville et littérature, avec Gilles Marcotte
- 1993 - Prix Canada-Suisse, L’écologie du réel[1]
- 1997 - Prix du Gouverneur général 1997, Romans-fleuves[1]
- 1998 - Prix du Gouverneur général 1998, Intérieurs du Nouveau Monde : essais sur les littératures du Québec et des Amériques[1]
- 1999 - Prix Jean-Éthier-Blais, Intérieurs du Nouveau Monde : essais sur les littératures du Québec et des Amériques
- 2003 - Prix du Gouverneur général 2003, Lignes aériennes
- 2003 - Grand Prix du Festival international de poésie de Trois-Rivières, Lignes aériennes
- 2005 - Prix Athanase-David pour l’ensemble de son œuvre[9]
- 2020 - Finaliste, Grand Prix du livre de Montréal, L'espace caressé par ta voix[10]

### Honneurs
- 1999 - Membre de l’Académie des lettres du Québec[11]
- 2015 - Membre de la Société royale du Canada
- 2019 - Membre de l'Ordre des francophones d'Amérique